# Таскудук (Атырауская область)
Таскудук (каз. Тасқұдық) — село в Кзылкогинском районе Атырауской области Казахстана. Входит в состав Мукурского сельского округа. Код КАТО — 234847700.

## Население
В 1999 году население села составляло 170 человек (76 мужчин и 94 женщины). По данным переписи 2009 года, в селе проживало 206 человек (98 мужчин и 108 женщин).